# Веранда (оповідання)
«Вера́нда» (англ. The Piazza) — нарис класика американської літератури Германа Мелвілла, написаний у 1856 році спеціально для його збірки «Оповідання на веранді». У творі використані біографічні деталі з життя автора на фермі «Ерроухед» поблизу Піттсфілда (штат Массачусетс).

## Історія
У період з 1853 по 1855 рік Герман Мелвілл зосередився на написанні малих прозових творів, що було для нього новою справою, адже раніше він писав лише романи. Серія його оповідань була опублікована у популярному літературному журналі «Putnam's Magazine». Комерційний успіх журналу спонукав Германа Мелвілла видати цю збірку окремою книгою. Однак для такого видання частини збірки виглядали надто різнорідними. Щоби об'єднати їх спільною фабулою, письменник створив нарис, в якому розмірковує над художніми засобами осмислення дійсності. Цим самим він спонукає читача по-своєму переосмислити різні оповідання збірки, чия форма відрізнялась від традиційного для Мелвілла стилю письма. Вступний нарис «Веранда» іноді визначають як есе або оповідання.

## Сюжет
Розповідь ведеться від першої особи. Герман Мелвілл описує придбаний ним у горах старовинний будинок, якому не вистачало тільки веранди. Господар розпорядився прибудувати її з північного боку будівлі, звідки відкривається найкращий краєвид. Сусіди його задум не сприйняли. А власник, насолоджуючись відпочинком на улюбленій веранді, несподівано помічає блискучу цятку на далекому гірському схилі. Це може бути тільки новий дах чийогось житла. Зацікавлений загадкою і зачарований красою тої гори, він здійснює далеку подорож. Підійнявшись високо на схил, він відшукує наполовину відремонтовану бідну хижу, кращий бік якої спрямований у напрямку його житла. В будиночку мешкає дівчина з братом. Зайнята весь день шитвом, біднячка показує гостю на його будинок і каже, що хоче бодай один раз побачити щасливця, який у ньому живе.